# Риу-Бранку (Мату-Гросу)
Риу-Бранку (порт. Rio Branco) — муниципалитет в Бразилии, входит в штат Мату-Гросу. Составная часть мезорегиона Юго-запад штата Мату-Гроссу. Входит в экономико-статистический микрорегион Жауру. Население составляло 4617 человек на 2006 год. Занимает площадь 501,496 км². Плотность населения — 9,2 чел./км².

## Статистика
- Валовой внутренний продукт на 2003 год составляет 22 481 835,00 реалов (данные: Бразильский институт географии и статистики).
- Валовой внутренний продукт на душу населения на 2003 год составляет 4649,81 реалов (данные: Бразильский институт географии и статистики).
- Индекс развития человеческого потенциала на 2000 год составляет 0,698 (данные: Программа развития ООН).